# Semaeopus crinita
Semaeopus crinita là một loài bướm đêm trong họ Geometridae.